# Livgedingets domsagas tingslag
Livgedingets domsagas tingslag var ett tingslag i Södermanlands län i landskapet Södermanland.
Tingslaget bildades den 1 januari 1948 (enligt beslut den 10 juli 1947) genom av ett samgående av Rekarne tingslag, Åkers och Selebo tingslag samt Mariefreds rådhusrätt (enligt beslut den 18 juli 1947). 1971 upplöstes tingslaget och verksamheten överfördes till Eskilstuna tingsrätt.
Tingslaget ingick i Livgedingets domsaga, bildad 1680.

## Kommuner
Tingslaget bestod av följande kommuner den 1 januari 1952:
- Enhörna landskommun
- Husby-Rekarne landskommun
- Hällby landskommun
- Kafjärdens landskommun
- Mariefreds stad
- Stallarholmens landskommun
- Strängnäs stad
- Torshälla stad
- Tosterö landskommun
- Västra Rekarne landskommun
- Vårfruberga landskommun
- Åkers landskommun
- Ärla landskommun